# پژمنت (استان لهستان بزرگ‌تر)
پژمنت (به لهستانی:  Przemęt) یک روستا در لهستان است که در گمینا پژمنت واقع شده‌است. پژمنت  ۱٬۶۰۰ نفر جمعیت دارد.

## خواهرخوانده
شهر بشتنزه خواهرخواندهٔ پژمنت (استان لهستان بزرگ‌تر) هست.